# Félix Sesúmaga
Félix Sesúmaga Ugarte (Lejona, España, 12 de octubre de 1898-24 de agosto de 1925) fue un futbolista internacional español. Jugaba como delantero interior y militó en el Arenas Club de Getxo, el F.C. Barcelona, el Racing Club de Sama y el Athletic Club. 
Fue integrante de la primera selección española de fútbol, que obtuvo la medalla de plata en los Juegos Olímpicos de Amberes 1920, siendo el máximo goleador del combinado nacional con cuatro tantos en el torneo.

## Trayectoria
Félix Sesúmaga era natural del barrio de Lamiaco de Lejona (País Vasco), donde nació en 1898.
Su primer equipo de fútbol fue el Arenas Club de la vecina localidad de Guecho, donde empezó a jugar en 1916. Jugando como delantero con los areneros alcanzó la final de la Copa del Rey en dos ocasiones (1917 y 1919). En la final de 1919 marcó tres goles al F.C. Barcelona, contribuyendo de manera decisiva al 5-2 final con el que los areneros se hicieron con el único título de Copa de su historia. Su gran actuación hizo que el F.C. Barcelona le fichara ese mismo año. Con los catalanes alcanzó la final de 1920, en la que se impuso por 2-0 al Athletic de Bilbao. De esa forma, Sesúmaga emuló el hito del francés René Petit, que había ganado dos años consecutivos la Copa con diferentes equipos.
Durante el verano de 1920 tomó parte en los Juegos Olímpicos de Amberes 1920.
Un año más tarde, en el verano de 1921 Sesúmaga abandona las filas del F. C. Barcelona y ficha como jugador-entrenador por el Racing Club de Sama de Langreo (Asturias). Con los asturianos solo puede jugar partidos amistosos ya que una disposición federativa le impide jugar en torneos oficiales. Durante su estancia en el Racing Club de Sama es convocado de nuevo para la selección española, lo que le convierte en el único internacional que ha tenido este desaparecido club en su historia.
En 1922 ficha por el Athletic Club, último club de su carrera, con el que vuelve a lograr un título de Copa.
En 1924, una tuberculosis le obliga a abandonar el fútbol; muriendo prematuramente el 24 de agosto de 1925 sin haber alcanzado los 27 años de edad.
Dos hermanos suyos llamados Críspulo y Fídel, también jugaron con el Arenas Club de Guecho, disputando la final de Copa de 1925 y 1927 el primero; y la de 1927 el segundo.

## Selección nacional
Fue internacional con la Selección de fútbol de España en ocho ocasiones, anotando cuatro goles.
Fue uno de los componentes del primer once de la historia de la selección española que se estrenó un 28 de agosto de 1920 venciendo a Dinamarca por 1:0. El partido se disputó en Bruselas con motivo de las Juegos Olímpicos de Amberes 1920.
Sesúmaga disputó tres partidos más durante aquellos Juegos Olímpicos, completando un excelente campeonato y contribuyendo a la medalla de plata de la selección española en dicha competición. Fue con cuatro goles el máximo goleador de la selección española.
Con posterioridad jugó otros cuatro partidos amistosos entre 1921 y 1923. Jugó su último partido como internacional en Amberes el 4 de febrero de 1923 en el Bélgica 1:0 España.

### Participaciones en Juegos Olímpicos
| Torneo                   | Sede    | Resultado        |
| ------------------------ | ------- | ---------------- |
| Juegos Olímpicos de 1920 | Amberes | Medalla de plata |

## Clubes
| Club                  | País   | Año       |
| --------------------- | ------ | --------- |
| Arenas Club de Guecho | España | 1914-1919 |
| FC Barcelona          | España | 1919-1921 |
| Racing Club de Sama   | España | 1921-1922 |
| Athletic Club         | España | 1922-1924 |

## Títulos

### Campeonatos nacionales
| Título       | Club                  | País   | Año  |
| ------------ | --------------------- | ------ | ---- |
| Copa del Rey | Arenas Club de Guecho | España | 1919 |
| Copa del Rey | FC Barcelona          | España | 1920 |
| Copa del Rey | Athletic Club         | España | 1923 |